# Henk Angenent (Fußballspieler)
Henk Angenent (* 14. März 1930 in Haarlem; † 26. Dezember 1977) war ein niederländischer Fußballspieler.
Henk Angenent war vor der Einführung des Profifußballs für Vliegende Vogels, Stormvogels und den Sportclub Emma aktiv. Er wurde Profi und spielte als Stürmer für Fortuna ’54, als er am 30. Januar 1957 sein einziges Länderspiel für die niederländische Nationalmannschaft bestritt. Ebenfalls im Team waren seine drei Vereinskameraden Jan Notermans, Cor van der Hart und Frans de Munck. Vor 105.000 Zuschauern im Estadio Santiago Bernabéu von Madrid verloren die Niederlande 1:5 gegen Spanien. 1962 beendete er 32-jährig bei Fortuna seine aktive Laufbahn. Er wurde Trainer, bis ein Wirbelsäulenleiden ihn dazu außerstande setzte. 1977 starb Angenent mit nur 47 Jahren.